# Desa Kalisari (administrativ by i Indonesien, Jawa Tengah, lat -7,10, long 109,86)
Desa Kalisari är en administrativ by i Indonesien.   Den ligger i provinsen Jawa Tengah, i den västra delen av landet, 300 km öster om huvudstaden Jakarta.